# パベウ・ザグムニ
パベウ・ザグムニ（Paweł Zagumny、1977年8月4日 - ）は、ポーランドの男子バレーボール選手。ヤスウォ出身。ポジションはセッター。元ポーランド代表。

## 来歴
1992年にバレーボールクラブ、MKS MDK Warszawa に入団する。1995年に18歳の時にプロチームのCrarni Radomに移籍しそこで2年間過ごした。1996年ポーランド選手権で優勝、1997年ポーランド選手権で準優勝した。
2000年にイタリアのパドヴァで3年間プレーをした後、母国ポーランドのPZU AZS Olsztynに移籍した。
1998年にポーランド代表に初選出され、通算232試合に出場。2006年世界選手権で銀メダル獲得に貢献し、ベストセッター賞を受賞。2009年欧州選手権では初優勝に貢献するとともに、ベストセッター賞を受賞した。

## 球歴
- オリンピック - 2004年（5位）、2008年（5位）
- 世界選手権 - 2006年（銀メダル）
- ワールドリーグ - 2007年（4位）、2008年（5位）
- 欧州選手権 - 2009年（優勝）、2007年（11位）

## 所属クラブ
- MKS MDK Warszawa （1992-1995年）
- Czarni Radom （1995-1997年）
- Bosman Morze Szczecin （1997-2000年）
- センプレ・バレー・パドヴァ （2000-2003年）
- PZU AZS Olsztyn （2003-2009年）
- パナシナイコス （2009- ）